# Федеральная национально-культурная автономия белорусов России
Федеральная национально-культурная автономия белорусов России (бел. Федэральная нацыянальна-культурная аўтаномія беларусаў Расіі) — российская общественная организация, объединяющая белорусов, проживающих в Российской Федерации. Имеет признаки ГОНГО.

## История и деятельность
Федеральная национально-культурная автономия (ФНКА) «Белорусы России» создана 24 апреля 1999 года в соответствии с Федеральным законом Российской Федерации «О национально-культурной автономии». Зарегистрирована Министерством юстиции России 6 августа 1999 года. Председателем совета ФНКА «Белорусы России» на этом съезде был избран Франтишек Петрович Ковриго.
2 октября 2002 года в Москве прошел II съезд Федеральной национально-культурной автономии «Белорусы России». В работе съезда приняли участие около 500 делегатов и гостей из большинства регионов России — представители региональных национально-культурных автономий белорусов, белорусских землячеств, белорусских национально-культурных центров и клубов белорусов. В числе гостей на съезде присутствовали Заместитель Премьер-министра Республики Беларусь Владимир Нестерович Дражин, Чрезвычайный и Полномочный Посол Республики Беларусь в Российской Федерации Владимир Викторович Григорьев, Министры информации и культуры Беларуси Михаил Васильевич Подгайный и Леонид Павлович Гуляко, Министр по вопросам национальной политики Российской Федерации Владимир Юрьевич Зорин, первый заместитель Министра иностранных дел России Валерий Васильевич Лощинин, представители Администрации Президента России, российского Правительства и мэрии Москвы. Председателем совета ФНКА «Белорусы России» на этом съезде был вновь избран Ф. П. Ковриго.
13 октября 2007 года в Москве прошел III съезд Федеральной национально-культурной автономии «Белорусы России». В нём приняли участие 95 делегатов общественных организаций белорусов из многих регионов Российской Федерации. В работе съезда приняли участие летчики-космонавты Владимир Ковалёнок и Петр Климук. На съезде была официальная делегация Республики Беларусь в составе Уполномоченного по делам религий и национальностей Л. П. Гуляко, заместителя Министра культуры В. К. Гедройца, заместителя Министра информации А. И. Слободчука. С отчетом о проведенной работе за 2002—2007 гг. выступил Председатель совета ФНКА Ф. П. Ковриго. На съезде был избран совет ФНКА в составе 55 человек. Председателем совета был избран Ф. П. Ковриго, первым заместителем — председатель совета НКА «Белорусы Москвы» С. Л. Кандыбович.
При участии ФНКА «Белорусы России» проводены различные мероприятия: 30 октября 2009 года в Москве состоялась конференция общественных организаций белорусов России: «Белорусы России: История. Культура. Личности».
23 апреля 2010 года в Подмосковье состоялся IV Съезд Федеральной национально-культурной автономии «Белорусы России», в работе которого приняли участие свыше 100 делегатов от региональных и местных национально-культурных автономий белорусов России из 48 регионов страны. На IV съезде ФНКА «Белорусы России» председателем Совета Автономии был избран Валерий Николаевич Казаков..
Учитывая важность активного участия соотечественников в продвижении белорусско-российских интересов, обеспечении равенства прав граждан, формировании Союзного государства, 26 октября 2012 года в Москве, при участии ФНКА «Белорусы России», прошло координационное совещание общественных организаций белорусов, действующих на территории России.
В 2013 году на внеочередном V Съезде Федеральной национально-культурной автономии «Белорусы России» в Устав автономии были внесены изменения, автономия стала именоваться Общественная организация «Федеральная национально-культурная автономия Белорусов России».
22 мая 2015 г. в Московском доме национальностей состоялся VI съезд общественной организации «Федеральная национально-культурная автономия Белорусов России».
5 декабря 2020 года в дистанционном онлайн-режиме на площадке ГБУ "Московский дом национальностей" состоялся VII Съезд Федеральной национально-культурной автономии Белорусов России. Впервые главное мероприятие российский белорусов прошло в онлайн формате. Решением Съезда Председателем ФНКА Белорусов России избран Кандыбович Сергей Львович.

## Основные цели
Основными целями ФНКА «Белорусы России» являются: координация действий объединений — членов Автономии по сохранению, развитию и популяризации в российских регионах белорусского языка, традиций и национальной культуры; содействие информационному обмену и сотрудничеству между объединениями — членами Автономии, а также развитие сотрудничества с общественными организациями белорусов других форм самоорганизации и общественными организациями других национальностей.

## Руководство
Высшим органом Автономии является Съезд. Съезд избирает на пятилетний срок Председателя ФНКА и Совет Автономии.
На VI съезде ФНКА Белорусов России председателем Федеральной национально-культурной автономии Белорусов России избран заслуженный деятель науки России, трижды лауреат госпремий России, профессор, председатель Совета Национально-культурной автономии «Белорусы Москвы» Сергей Львович Кандыбович.

## Структура
Согласно переписи населения 2010 года в России проживают 521 443 белоруса. С учетом этого в Российской Федерации создана многоуровневая структура белорусской диаспоры, включающая в себя около 80 общественных организаций белорусов: более 15 региональных национально-культурных автономий, культурно-просветительские общества, культурные центры, землячества. Многие эти организации входят в Федеральную национально-культурную автономию Белорусов России.
- «Белорусы Москвы» — Региональная общественная организация «Национально-культурная автономия „Белорусы Москвы“»[11];
- «Белорусы Югры» — региональная национально-культурная автономия[12];
- «Русско-Белорусское Братство 2000» — общественная организация, объединяющая белорусов, проживающих в Самарской области[13] — президент организации — Глусская, Ирина Михайловна;
- «Спадчына»[14] — общественная организация белорусов Казани — Председатель — Маруденко Сергей Павлович

## Публикации в СМИ
- О белорусах, проживающих в России — БЕЛТА.
- Живи и помни о кринице — «Российская газета — Союз. Беларусь-Россия».
- Одно сердце, две Родины — «Народная газета»..
- Белорусы России, газета «Союзное вече». (недоступная ссылка).